# 細川国豊
細川 国豊（ほそかわ くにとよ）は、戦国時代の武将。細川備中守護家当主。

## 概要
永正年間の後半に成立したと考えられる『不問物語』に「今ハ備中大守也」とあり、永正12年（1515年）に自殺した細川九郎二郎、あるいは病死した細川政春の跡を継いで備中守護に就任したとされる。
馬部隆弘は、細川澄元の兄で文亀3年（1503年）5月以降に備中守護であった細川之持に対抗するために、細川高国が永正12年（1515年）以前に国豊を備中守護として送り込んでいたとする。
永正15年（1518年）1月に病没した。後継者には細川通董がいるが、関係性は不明。